# Емельянов, Николай Филиппович (историк)
Николай Филиппович Емельянов (10 мая 1937, Новосергеевка, Западно-Сибирский край — 4 ноября 2002, Курган) — историк, доктор исторических наук, профессор, заслуженный работник высшей школы Российской Федерации.

## Биография
Николай Филиппович Емельянов родился 10 мая 1937 года в селе Новосергеевка Ново-Сергеевского сельсовета Кожевниковского района Западно-Сибирского края, ныне село входит в состав Малиновского сельского поселения Кожевниковского района Томской области. Мать безграмотная, отец окончил церковноприходскую школу, участник Великой Отечественной войны, инвалид I группы. Все 9 детей в семье получили образование: 2 — высшее, остальные — среднее специальное.
В 1954 году окончил школу. В 1955 году работал слесарем завода п/я 16 (он же — «Государственный Союзный завод № 690», ныне Томский электротехнический завод).
В 1956—1960 годах служил в Военно-Морском Флоте СССР. Демобилизовался в звании старшины.
С 1960 года член КПСС.
В 1960 году поступил в Томский государственный университет на историко-филологический факультет. В 1965 году окончил историко-филологический факультет ТГУ. После окончания университета, с сентября 1965 года работал в должности завуча средней школы № 24 города Томска, с осени 1965 года до 1968 года работал директором школы № 47 города Томска.
В 1968—1972 был ассистентом кафедры ТГУ. В 1972 году защитил кандидатскую диссертацию «Заселение и земледельческое освоение русскими Среднего Приобья в XVII — первой четверти XVIII в.». В 1972—1974 годах — доцент кафедры истории ТГУ.
В 1974—1977 годах — декан гуманитарного факультета Омского государственного университета. В 1977—1982 годах — доцент кафедры истории СССР ОмГУ; в 1982—1987 годах — заведующий этой кафедрой.
В 1987—1990 годах — доцент кафедры истории Курганского государственного педагогического института. В 1989 году защитил докторскую диссертацию на тему: «Среднее Приобье в феодальную эпоху (социально-экономическая и политическая история)». В 1990—2001 годах — заведующий кафедрой истории России Курганского государственного педагогического института (с 1995 года — Курганского государственного университета).
Профессор Николай Филиппович Емельянов подготовил трёх докторов наук, 10 кандидатов исторических наук.
В 1990 году Емельянов создал Курганское областное общество краеведов и как крупный специалист по истории Сибири XVII—XIX веков, социально-экономического развития Зауралья в XIX веке внёс значительный вклад в изучение истории края. Был председателем этого общества.
Избирался депутатом Советского районного Совета народных депутатов г. Кургана, председателем гуманитарной комиссии Курганского научного центра; был членом комиссии по науке при губернаторе области.
Николай Филиппович Емельянов скончался 4 ноября 2002 года в городе Кургане Курганской области. Похоронен на Зайковском кладбище города Кургане Курганской области, участок 88.

## Научные труды
Автор 11 монографий и более 100 научных статей, среди них:
- Емельянов Н. Ф. Население Среднего Приобья в феодальную эпоху. — Томск: Изд-во Том. ун-та, 1980. — 251 с. — 500 экз.[8]
- Емельянов Н. Ф. Заселение русскими Среднего Приобья в феодальную эпоху. — Томск: Изд-во Том. ун-та, 1981. — 181 с. — 500 экз.[9]
- Емельянов Н. Ф. Население Среднего Приобья в феодальную эпоху. Ч. 2. — Томск: Изд-во Том. ун-та, 1982. — 244 с. — 500 экз.[10]
- Емельянов Н. Ф. Город Томск в феодальную эпоху. — Томск: Изд-во Том. ун-та, 1984. — 224 с. — 1000 экз.[11]
- Емельянов Н. Ф. Спорные вопросы истории феодальной Сибири. — Курган: Изд-во Курган. гос. пед. ин-та, 1991. — 160 с.
- Емельянов Н. Ф. Город Курган, 1782—1917: Социал.-экон. история. — Курган: Изд-во Курган. гос. пед. ин-та, 1992. — 253 с. — 1000 экз. — ISBN 5-87337-002-8.[12]
- Емельянов Н. Ф., Важенина Т. Г., Тарасов Н. Л. Курганская деревня при капитализме. — Курган: Изд-во Курган. пединститута, 1993. — 152 с. — 1000 экз.[13]
- Емельянов Н. Ф., Пережогина И. Н., Семенова О. Г. Крестьянский социализм в Зауралье при капитализме. — Курган: Изд-во Курган. гос. пед. ин-та, 1994. — 160 с. — 1000 экз. — ISBN 5-87337-014-1.[14]
- Емельянов Н. Ф. Политические партии России в XX веке. — Курган, Шадринск: ПО «Исеть», 1996. — 141 с. — 300 экз. — ISBN 5-8282-0088-7.[15]
- Автор и ответственный редактор семитомной «Истории Курганской области».
  - История Курганской области / Редкол. Н. Ф. Емельянов и др.. — Курган: КГПИ, 1995. — Т. 1. — 370 с. — 1000 экз. — ISBN 5-87247-077-0.[16]

## Награды и звания
- Заслуженный работник высшей школы Российской Федерации, 14 октября 1998 года[17]
- Медаль «Ветеран труда»
- Лауреат поощрительной и первой премии Администрации Курганской области в сфере науки.
- Звание «Ветеран труда Курганской области», 1997 год

## Семья
Жена Вера Дмитриевна, сын Вячеслав.

## Память
- Всероссийская научно-практическая конференция «Емельяновские чтения». I конференция была в 2006 году; в 2018 году состоялась VIII конференция.